# Lladró
Lladró es una empresa de figuras y productos de porcelana española con sede en la localidad de Tabernes Blanques, Valencia, España.

## Historia[1]

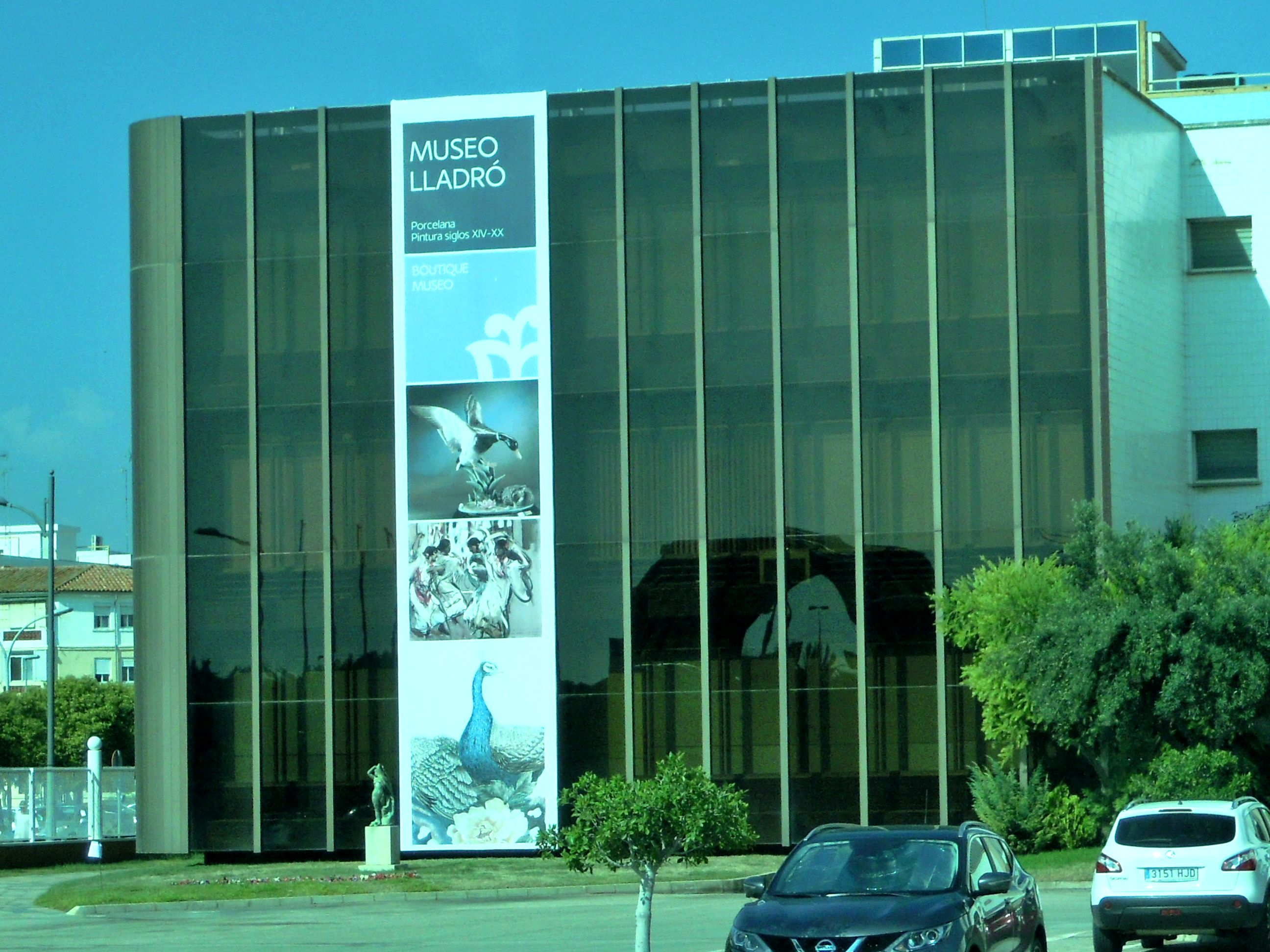
Museo y fábrica de Lladró (Tabernes Blanques, Valencia).

La marca Lladró apareció por primera vez en 1953, cuando los hermanos Juan, José y Vicente Lladró empezaron a elaborar sus primeras piezas de porcelana en su casa familiar en Almácera (Valencia). 
En 1958 trasladaron su empresa a una nave industrial en la población de Tabernes Blanques para poder hacer frente a la creciente demanda de sus piezas. Seguidamente, a partir de los años sesenta la empresa inició su expansión internacional, que la llevó a ser empresa de referencia en la cerámica de lujo. En 1965 Lladró exportaba parte de su producción a Canadá y empezó a introducirse en Estados Unidos. Durante los años 1970 se produjo un significativo incremento de los productos Lladró en el mercado norteamericano. También a mediados de los años setenta Lladró empezó a vender sus productos en Japón.
El éxito internacional llevó a la compañía a inaugurar, en 1988, el Museo y Galería Lladró de Nueva York. Una nueva Boutique abrió sus puertas en 2023 en la ciudad americana.
El renombre adquirido por las esculturas Lladró propició que en 1991 fuera expuesta una selección en el Museo del Ermitage, en San Petersburgo. Desde entonces, dos piezas forman parte de la colección permanente de este museo: «Carroza siglo XVIII» y «Don Quijote». En 1992 Lladró estuvo presente en el Pabellón de Valencia en la Exposición Universal de Sevilla. En 1995 se inauguró el Centro Lladró en Madrid.
Desde 2016, la firma forma parte del fondo de inversión español PHI Industrial Acquisitions. 

## Proceso de fabricación de las figuras
Todas las piezas se elaboran en los talleres de La Ciudad de la Porcelana en Tabernes Blanques.
La pieza original se divide en fragmentos de los cuales se obtienen moldes. Estos moldes se rellenan con pasta líquida de porcelana, dando lugar a las partes que después se recomponen utilizando pasta de porcelana como adherente. Diferentes elementos ornamentales, como por ejemplo las flores, se añaden después a mano sobre la pieza recompuesta. A continuación las piezas se pintan a mano y se barnizan. Finalmente se cuecen durante alrededor de veinte horas y una vez salidas del horno se les aplican diversos procesos de control de calidad.

## Distinciones
La empresa ha recibido en tres ocasiones el Premios Príncipe Felipe a la Excelencia Empresarial, en sus ediciones de 1993, 1997 y 2002.[cita requerida]